# Степновский сельсовет (Красноярский край)
Степно́вский сельсовет — муниципальное образование (сельское поселение) в Назаровском районе Красноярского края. Административный центр — посёлок Степной.

## География
Степновский сельсовет находится южнее районного центра. Удалённость административного центра сельсовета — посёлка Степной от районного центра — города Назарово составляет 45 км.

## История
Степновский сельсовет наделён статусом сельского поселения в 2005 году.

## Население
| 2010 | 2012  | 2013  | 2014  | 2015  | 2016  | 2017  |
| ---- | ----- | ----- | ----- | ----- | ----- | ----- |
| 5004 | ↗5050 | ↘5041 | ↗5053 | ↘5038 | ↘5006 | ↘4910 |

Гендерный состав
По данным Всероссийской переписи населения 2010 года 2471 мужчина и 2533 женщины из 5004 чел.

## Состав сельского поселения
В состав сельского поселения входят 11 населённых пунктов:
| №  | Населённый пункт  | Тип населённого пункта          | Население |
| -- | ----------------- | ------------------------------- | --------- |
| 1  | Верхняя Берёзовка | деревня                         | 289       |
| 2  | Жгутово           | деревня                         | 390       |
| 3  | Кольцово          | село                            | 443       |
| 4  | Красногорский     | посёлок                         | 269       |
| 5  | Медведск          | деревня                         | 502       |
| 6  | Московка          | деревня                         | 310       |
| 7  | Новоалександровка | деревня                         | 109       |
| 8  | Предгорный        | посёлок                         | 288       |
| 9  | Средняя Берёзовка | деревня                         | 349       |
| 10 | Степной           | посёлок, административный центр | 1840      |
| 11 | Усть-Берёзовка    | деревня                         | 215       |